# Detroit Mercy Titans

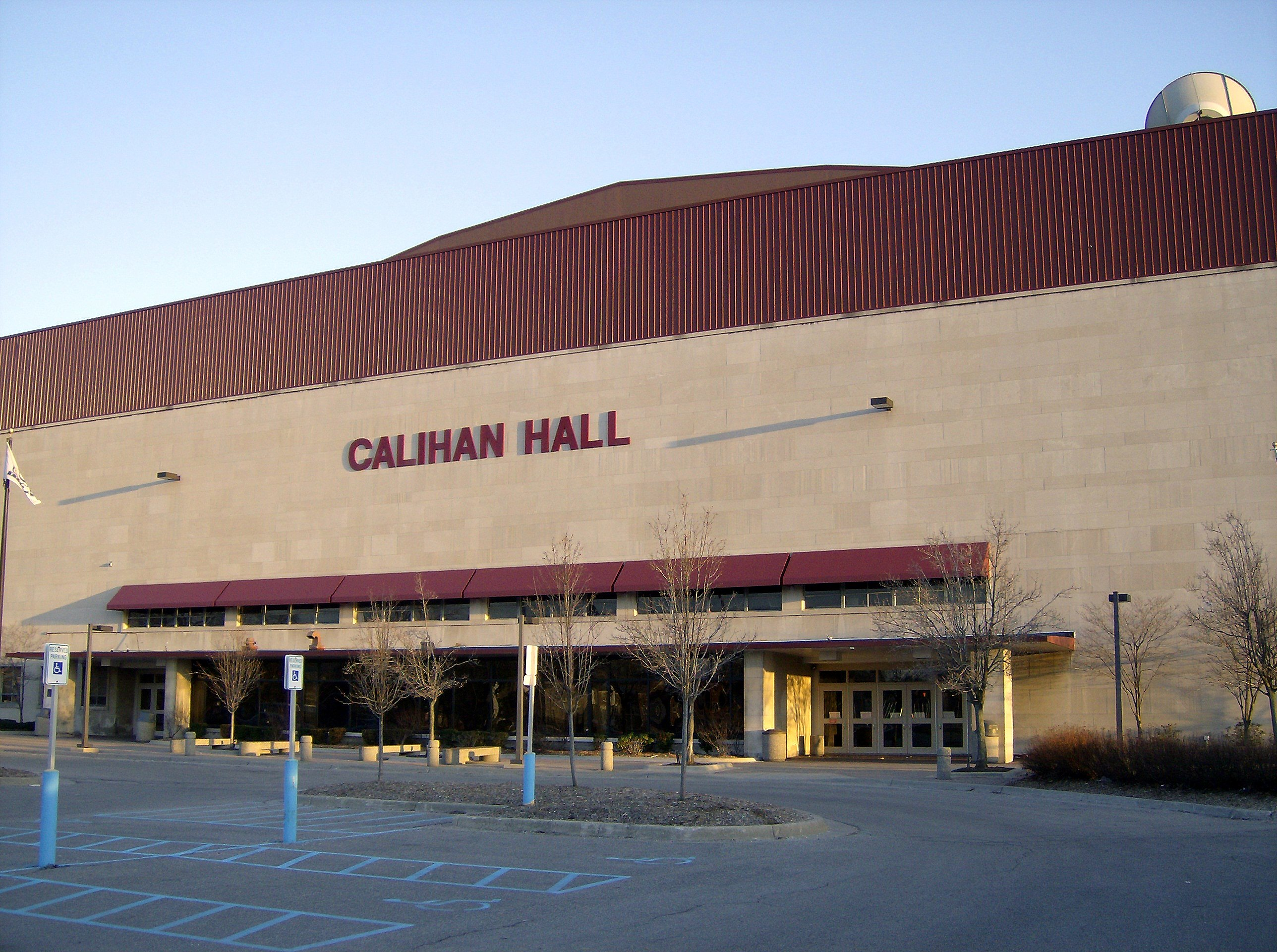
Exterior de Calihan Hall.

Detroit Mercy Titans (español: Titanes de Detroit Misericordia) es el nombre que reciben los equipos deportivos de la Universidad de Detroit Misericordia, situada en Detroit, en el estado de Míchigan. Los equipos de los Titans participan en las competiciones universitarias organizadas por la NCAA, y forman parte de la Horizon League.

## Equipos
Los Titans tienen los siguientes equipos deportivos oficiales:
| - Masculino - Baloncesto - Cross - Esgrima - Golf - Lacrosse - Fútbol - Tenis - Atletismo - Atletismo en pista cubierta | - Femenino - Baloncesto - Cross - Esgrima - Golf - Lacrosse - Fútbol - Tenis - Atletismo - Atletismo en pista cubierta - Sófbol |

## Baloncesto

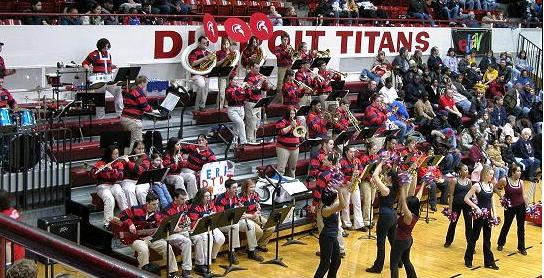
La "Titan Pep Band", banda de música que anima en los partidos de baloncesto de los Titans.

El equipo masculino de baloncesto ha ganado en dos ocasiones la temporada regular de la Horizon League, y en otras dos el Torneo de la conferencia. Ha conseguido clasificarse en cinco ocasiones para el Torneo de la NCAA, logrando su mejor actuación en 1977, cuando llegaron a octavos de final. Un total de 25 jugadores de los Titans han llegado a jugar en la NBA, de entre los que destacan el miembro del Basketball Hall of Fame Dave DeBusschere, Spencer Haywood o John Long.

## Otros deportes
Desde la temporada 1996-1997, los diferentes equipos de los Titans han conseguido ganar 14 campeonatos de conferencia, apareciendo en 15 ocasiones en la fase de postemporada por el título nacional. El éxito más reciente lo consiguió el equipo de fútbol masculino, ganando la Horizon League en 2005.

## Instalaciones deportivas
- Calihan Hall. Es el pabellón donde se disputa el baloncesto, tanto el masculino como el femenino. fue inaugurado el 25 de mayo de 1952 con el nombre de Universitys Memorial Building, el cual cambió al actual en 1977, en honor de Bob Calihan, el primer All-American de la universidad. tiene una capacidad para 8.837 espectadores.[3]
- Titan Soccer Field. Es el estadio donde juegan los equipos de fútbol.[4]
- Titan Softball Field. es la instalación donde juegan sus partidos las chicas del equipo de softball.[5]